# No Substitutions: Live in Osaka
| Críticas profissionais | Críticas profissionais |
| Avaliações da crítica  | Avaliações da crítica  |
| Fonte                  | Avaliação              |
| ---------------------- | ---------------------- |
| Allmusic               | [ 1 ]                  |

No Substitutions: Live in Osaka é um álbum ao vivo dos guitarristas estadunidenses Larry Carlton e Steve Lukather, sendo o primeiro e único álbum desta parceria.
O álbum foi lançado em 20 de Março de 2001 sob o selo Favored Nations Entertainment. Em 2002, o álbum ganhou o Grammy na categoria Melhor Álbum de Pop Instrumental.

## Faixas
| N.º            | Título                    | Compositor(es)             | Duração |  |
| 1.             | "The Pump"                | Simon Phillips, Tony Hymas | 14:28   |  |
| 2.             | "Don't Give It Up"        | Larry Carlton              | 6:38    |  |
| 3.             | "(It Was) Only Yesterday" | Larry Carlton              | 12:09   |  |
| 4.             | "All Blues"               | Miles Davis                | 14:06   |  |
| 5.             | "Room 335"                | Larry Carlton              | 5:06    |  |
| Duração total: | Duração total:            | Duração total:             | 52:27   |  |

## Créditos

### Músicos
- Larry Carlton – guitarras
- Steve Lukather – guitarras, produção
- Chris Kent – baixos
- Rick Jackson – teclados
- Gregg Bissonette – baterias

### Outros
- Steve Vai – edição, masterização, produção
- Ken Blaustein – direção de arte, fotografia, produção
- Neil Citron – edição
- Robert Knight – fotografia
- Yoshiyasu Kumada – engenheiro, gravação.
- Gina Zangla – design, ilustrações

## Paradas Musicais

### Álbum
| Ano  | Ranking                                | Posição | Ref.  |
| ---- | -------------------------------------- | ------- | ----- |
| 2001 | Billboard Top Contemporary Jazz Albums | #14     |       |
| 2001 | Billboard 200                          | #29     | [ 3 ] |

## Prêmios e Indicações
| Ano  | Prêmio        | Categoria                        | Resultado | Ref.  |
| ---- | ------------- | -------------------------------- | --------- | ----- |
| 1998 | Grammy Awards | Melhor Álbum de Pop Instrumental | Venceu    | [ 2 ] |